# Portugál Nyelvű Országok Közössége
A Portugál Nyelvű Országok Közössége (portugálul: Comunidade dos Países de Língua Portuguesa, IPA: kumuniˈdad(ɨ) duʃ pɐˈizɨʒ dɨ ˈlĩɡwɐ puɾtuˈɡezɐ, röviden: CPLP) egy nemzetközi szervezet, amely a portugál nyelvű országok barátságát hivatott erősíteni. Azokban az országokban, amelyek portugál nyelvet használják hivatalos nyelvként, világszerte 240 millió ember él, összterületük meghaladja a 10 772 000 km2-t.

## Megalakulása és a tagság
A CPLP 1996-ban hét országgal alakult meg, az alapító tagok Portugália, Brazília, Angola, Zöld-foki Köztársaság, Bissau-Guinea, Mozambik és São Tomé és Príncipe voltak. Kelet-Timor 2002-ben, függetlensége elnyerése után csatlakozott a közösséghez.
A Közösség egy jelenleg is fejlődő folyamat, a nyolc tagállam társadalmai kevés ismerettel rendelkeznek egymás életéről. A CPLP egyik fontos jellemzője, hogy tagjait a közös beszélt nyelv és kultúra köti össze, ezek hídszerepet töltenek be az egymástól nagy távolságra, különböző kontinenseken elhelyezkedő országok között. A szervezet céljai között szerepel a tagság nemzetközi jelenlétének erősítése és a tudományos együttműködés fejlesztése is.
2005-ben, Luandában, a nyolc ország kulturális miniszterei május 5-ét a Luzofón Kultúra Napjává (portugálul: Dia da Cultura Lusófona) nyilvánították.
2006 júliusában, a bissaui csúcstalálkozó alkalmából Egyenlítői-Guinea és Mauritius társult megfigyelői státuszt kaptak a közösségben, míg 17 nemzetközi szervezet és egyesület konzultatív megfigyelővé vált.
A CPLP alakulásakor Egyenlítői-Guinea megfigyelői státuszért folyamodott. Egyenlítői-Guinea portugál gyarmat volt a 15. és a 18. század között és vannak területei, ahol portugál alapú kreol nyelven beszélnek, érezhető a kulturális kötődés São Tomé és Príncipéhez és Portugáliához. Az ország a közelmúltban oktatási együttműködést kezdeményezett a portugál nyelvű afrikai országokkal és Brazíliával. A 2004. júliusi CPLP-csúcson, São Tomé és Príncipében, a tagállamok megállapodtak a Közösség alapokmánya megváltoztatásában, a Közösségnek ezentúl társult tagjai is lehetnek. Egyenlítői-Guinea a teljes jogú tagságot végül 2014-ben nyerte el.
Mauritius, amelyet portugál hajósok fedeztek fel, és szoros kapcsolatot ápol Mozambikkal, 2006-ban nyerte el a társult megfigyelői státuszt, Szenegál pedig 2008-ban ülhetett a tárgyalóasztal mellé.
A következő nagyobb bővítés 2014 júliusában volt, amikor négy újabb ország, Grúzia, Japán, Namíbia és Törökország kapott társult megfigyelői státuszt.
Japánnak a 16. és a 17. századból eredő kapcsolatai vannak Portugáliával. Namíbia kapcsolata a portugál nyelvvel az északon szomszédos Angolával magyarázható. Grúzia és Törökország igénye a társult megfigyelői tagságra nem magyarázható nyelvi kapcsolattal.

### Tagok
| Ország                | Státusz            | Csatl. éve | Hivatalos nyelv(ek)          | Földrész      | Népesség    |
| --------------------- | ------------------ | ---------- | ---------------------------- | ------------- | ----------- |
| Portugália            | tag                | 1996       | portugál                     | Európa        | 10 617 575  |
| Brazília              | tag                | 1996       | portugál                     | Dél-Amerika   | 202 656 788 |
| Angola                | tag                | 1996       | portugál                     | Afrika        | 15 941 000  |
| Mozambik              | tag                | 1996       | portugál                     | Afrika        | 21 397 000  |
| Zöld-foki Köztársaság | tag                | 1996       | portugál                     | Afrika        | 499 796     |
| Bissau-Guinea         | tag                | 1996       | portugál                     | Afrika        | 1 586 000   |
| São Tomé és Príncipe  | tag                | 1996       | portugál                     | Afrika        | 157 000     |
| Kelet-Timor           | tag                | 2002       | portugál és Tetum            | Ázsia/Óceánia | 1 172 390   |
| Egyenlítői-Guinea     | tag                | 2014       | spanyol, francia és portugál | Afrika        | 1 014 999   |
| Mauritius             | társult megfigyelő | 2006       | angol                        | Afrika        | 1 264 866   |
| Szenegál              | társult megfigyelő | 2008       | francia                      | Afrika        | 11 658 000  |
| Grúzia                | társult megfigyelő | 2014       | grúz                         | Európa        | 4 935 880   |
| Japán                 | társult megfigyelő | 2014       | japán                        | Ázsia         | 126 434 964 |
| Namíbia               | társult megfigyelő | 2014       | angol                        | Afrika        | 2 133 077   |
| Törökország           | társult megfigyelő | 2014       | török                        | Ázsia         | 76 677 864  |

### Hivatalosan érdeklődő országok és területek
| Ország/Terület | Igényelt státusz | Hivatalos nyelv               | Földrész    | Népesség    | Referencia | Napirendre tűzés időpontja                | Megjegyzés                                                                                   |
| -------------- | ---------------- | ----------------------------- | ----------- | ----------- | ---------- | ----------------------------------------- | -------------------------------------------------------------------------------------------- |
| Andorra        | társult tagság   | katalán                       | Európa      | 71,822      |            | 2010 - VIII CPLP csúcsértekezlet - Luanda | Andorra lakosságának több mint 15%-a portugál származású                                     |
| Marokkó        | társult tagság   | arab                          | Afrika      | 33,757,175  |            | 2010 - VIII CPLP csúcsértekezlet - Luanda | Marokkó egyes területeit Portugália gyarmatosította, közelsége Madeirához                    |
| Fülöp-szigetek | társult tagság   | tagalog és angol              | Ázsia       | 90,500,000  |            | 2010 - VIII CPLP csúcsértekezlet - Luanda | Történelmi kapcsolat Ferdinand Magellan expedícióival                                        |
| Venezuela      | társult tagság   | spanyol                       | Dél-Amerika | 26,814,843  |            | 2012 - IX CPLP csúcsértekezlet            | Nagyszámú portugál lakos                                                                     |
| Horvátország   | társult tagság   | horvát                        | Európa      | 4,453,500   |            | 2012 - IX CPLP csúcsértekezlet            | ?                                                                                            |
| Románia        | társult tagság   | román                         | Európa      | 22,246,862  |            | 2012 - IX CPLP csúcsértekezlet            | Portugália migrációs célország                                                               |
| Ukrajna        | társult tagság   | ukrán                         | Európa      | 46,372,700  |            | 2012 - IX CPLP csúcsértekezlet            | Portugália migrációs célország                                                               |
| Indonézia      | társult tagság   | indonéz                       | Ázsia       | 237,512,352 |            | Tárgyalás alatt                           | Portugália volt Hollandia előtt a fő gyarmatosító hatalom                                    |
| Szváziföld     | társult tagság   | angol és siswati              | Afrika      | 1,185,000   |            | Tárgyalás alatt                           | Mozambikkal határos, jelentős gazdasági kapcsolatok                                          |
| Ausztrália     | társult tagság   | angol                         | Óceánia     | 22,420,039  |            | Tárgyalás alatt                           | Portugál hajósok fedezték fel. Jelentős portugál, brazil és timori lakosság.                 |
| Luxemburg      | társult tagság   | luxembourgi, német és francia | Európa      | 502,202     |            | Tárgyalás alatt                           | A 2001. évi népszámlálás szerint Luxemburgban 58 657 portugál nemzetiségű lakos élt (11,7%). |
| Galicia        | tagság           | galiciai és spanyol           | Európa      | 2,783,100   |            | spanyol kormánydöntésre vár               | Kulturális és nyelvi kapcsolat Portugáliával                                                 |
| Makaó          | tagság           | portugál és kínai (kantoni)   | Ázsia       | 520,400     |            | makaói kormánydöntésre vár                | Korábban portugál kormányzás alatt álló kínai terület, portugál kisebbség                    |
| Melaka         | társult tagság   | maláj                         | Ázsia       | 733,000     |            | maláj kormánydöntésre vár                 | Egy bő évszázadon keresztül portugál gyarmat, portugál származású kisebbségi népcsoport      |
| Goa            | társult tagság   | konkani                       | Ázsia       | 1,400,000   |            | indiai kormánydöntésre vár                | Volt portugál gyarmat. Portugál nyelvű kisebbség.                                            |

## Csúcstalálkozók
| Csúcsértekezlet           | Ország                | Város         | Év   |
| ------------------------- | --------------------- | ------------- | ---- |
| I CPLP csúcsértekezlet    | Portugália            | Lisszabon     | 1996 |
| II CPLP csúcsértekezlet   | Zöld-foki Köztársaság | Praia         | 1998 |
| III CPLP csúcsértekezlet  | Mozambik              | Maputo        | 2000 |
| IV CPLP csúcsértekezlet   | Brazília              | Brazíliaváros | 2002 |
| V CPLP csúcsértekezlet    | São Tomé és Príncipe  | São Tomé      | 2004 |
| VI CPLP csúcsértekezlet   | Bissau-Guinea         | Bissau        | 2006 |
| VII CPLP csúcsértekezlet  | Portugália            | Lisszabon     | 2008 |
| VIII CPLP csúcsértekezlet | Angola                | Luanda        | 2010 |
| IX CPLP csúcsértekezlet   | Mozambik              | Maputo        | 2012 |
| X CPLP csúcsértekezlet    | Kelet-Timor           | Dili          | 2014 |
| XI CPLP csúcsértekezlet   | Brazília              | Brazíliaváros | 2016 |
| XII CPLP csúcsértekezlet  | Zöld-foki Köztársaság | Ilha do Sal   | 2018 |
| XIII CPLP csúcsértekezlet | Angola                | Luanda        | 2021 |

## Jelentősége
A portugál nyelvű országokban több mint 240 millió ember a él világszerte, akiket azonban összeköt a kultúrájuk és közös történelmük. A CPLP-országok összes területe 10,7 millió négyzetkilométer, több, mint Kanadáé.
A CPLP megalakulása óta két politikai krízist is segített megoldani, São Tomé és Príncipében valamint Bissau-Guinea esetében, mindkét országban puccsal ragadta magához a hatalmat a katonaság. São Tomé esetében gazdasági reformok bevezetéséhez nyújtott támogatást, míg a másik esetben a politikai élet demokratizálódását felügyelte.
A CPLP vezetői hisznek abban, hogy az angolai és a mozambiki békefolyamatban játszott szerepe, valamint Kelet-Timor függetlensége a szervezet további fejlődését igazolja és növeli szerepét a multilaterális együttműködés erősítésében.
Tekintettel arra, hogy Afrika portugál nyelvű vidékein és Kelet-Timorban sok gyerek nem jár iskolába, a helyi oktatási hivatalok keresik Portugália és Brazília segítségét abban, hogy a portugál nyelv egyéb oktatási formáinak létrehozásában segítsenek, mivel Dél-Afrikában a portugál nyelv egyre szélesebb körben használatos, még Namíbiában és a Dél-afrikai Köztársaságban is oktatják. Ilyen projekt a Camões intézet területi egységeinek létrehozása vidéki városokban és falvakban.
Több portugál nyelvű fejlődő országban, ahol ez a nyelv az államigazgatás és a gazdaság nyelve, az ország vezető tisztségviselői könnyen képesek kommunikálni a világ más részeivel, különösen a gazdaságilag erősebb Portugáliával és Brazíliával. Vannak azonban olyan afrikai vezetők, akik kötelezővé teszik a portugál nyelv oktatását a középiskolában, mert attól tartanak, hogy az alacsony színvonalú nyelvtudás megnehezítheti az ország boldogulását a világgazdaságban. Az afrikai fiatalok magas szintű portugálnyelv-ismerete kétségtelenül hozzájárul majd országaik boldogulásához.

## Struktúra
A Közösség főtitkára felelős a CPLP kezdeményezéseinek és projektjeinek kidolgozásáért és végrehajtásáért. A főtitkár hivatala Lisszabonban található. A főtitkárt két évre választják, egyszer újraválasztható.
A CPLP irányelveit és fő céljait a félévente rendezett Államfők Konferenciáján rögzítik; a szervezet akciótervét a Külügyminiszterek Tanácsa rögzíti, amelyre évente kerül sor.
A politikai testületek határozatait a havonta megtartott Állandó Kormányzó Testület felügyeli és hajtja végre.
A CPLP-t nyolc tagállama finanszírozza.
A CPLP zászlaja jelenleg nyolc szárnyból áll.
| Név                                                | Hivatalba lépett   | Távozott           | Ország                |
| -------------------------------------------------- | ------------------ | ------------------ | --------------------- |
| Marcolino Moco                                     | 1996. július 17.   | 2000. július       | Angola                |
| Dulce Maria Pereira                                | 2000. július       | 2002. augusztus 1. | Brazília              |
| João Augusto de Médicis                            | 2002. augusztus 1. | 2004. április      | Brazília              |
| Zeferino Martins (ügyvivő)                         | 2004. április      | 2004. július       | Mozambik              |
| Luís de Matos Monteiro da Fonseca                  | 2004. július       | 2008. július       | Zöld-foki Köztársaság |
| Domingos Simões Pereira                            | 2008. július 25.   | 2012. július       | Bissau-Guinea         |
| Murade Isaac Murargy                               | 2012. július       | 2017. január       | Mozambik              |
| Maria do Carmo Trovoada Pires de Carvalho Silveira | 2017. január       | 2018. december     | São Tomé és Príncipe  |
| Francisco Ribeiro Telles                           | 2018. december     | 2021. július       | Portugália            |
| Zacarias da Costa                                  | 2021. július       | Hivatalban         | Kelet-Timor           |

## Főbb kezdeményezések
- A CPLP HIV-AIDS Programja – az öt afrikai tagállam megsegítésére
- Vállalkozásfejlesztési Központ – Luanda, Angola
- Közigazgatás-fejlesztési Központ – Maputo, Mozambik
- Kelet-timori Hivatalos Nyelvek Központja
- Malária konferencia – São Tomé és Príncipe
- Portugál Nyelvi népszámlálás
- Digitális Iskola és Egyetem
- Választási misszió Bissau-Guineába (José Ramos-Horta, Kelet-Timor Nobel-békedíjas elnöke a CPLP választási főmegbízottja)
- Bissau-Guinea intézmény-újjáépítés-támogatási segélyprojekt
- Kelet-Timor igazságügyi- és közigazgatási újjáépítése
- Szegénység és Éhezés Elleni Küzdelem
- "Felino" hadművelet – a CPLP-országok egyesített éves hadműveletei
- CPLP mozifesztivál

## További források
- A CPLP honlapja (portugálul)
- Seminário da CPLP – A CPLP kultúrája és fejlődése (portugálul)
- Africanidade A CPLP afrikai országai (portugálul)
- ELO Az EU és a CPLP gazdasági kapcsolatai (angolul)
- UCCLA Portugál Nyelvű Fővárosok Közössége (angolul)